# Glenea nobilis
Glenea nobilis är en skalbaggsart som beskrevs av Schwarzer 1931. Glenea nobilis ingår i släktet Glenea och familjen långhorningar. Inga underarter finns listade i Catalogue of Life.